# Натоли (семья)
Натоли (итал. Natoli) — известное аристократическое семейство королевства Сицилия прованского происхождения. К известным представителям этого семейства относятся, в частности, священник и теолог Антонино да Патти, учёный Джованни Натоли, архиепископ Мессины Луиджи Натоли.

## История
Родоначальником династии Натоли стал королевский рыцарь Джованни ди Натоли, прибывший в 1266 году из Франции в Неаполь вместе прованским графом Карлом Анжуйским, сыном короля Франции Людовика VIII и братом короля Людовика IX.
В 1343 году Натоли перебрались из Неаполитанского королевства в Королевство Сицилии, в Мессину, вслед за королевой Элеонорой Анжуйской, супругой короля Сицилии Федерико III Арагонским.
Потомок Антонио Натоли, переехавшего в Мессину, был Джованни Маттео Натоли (итал. Giovanni Matteo Natoli, лат. Ioannem Matteum de Natoli), также известный как «Великолепный» Джо ди Патти (итал. "il Magnifico" Giò di Patti), мессинский дворянин, который был произведён императором Карлом V в имперские рыцари за то, что в мае 1523 года за свой счёт вооружил две галеры для отражения нападения на Святой престол. Он участвовал во всех войнах своего века, от Тунисской до защиты Хальк-эль-Уэда.
Его сын, Антонино Натоли, родился в 1539 году в Мессине, но долгое время жил в Патти. В 20 лет поступил в Орден братьев меньших (одного из ответвлений францисканцев), оставив всё своё имущество и герб, изменив своё на Антонино да Патти (итал. Antonino da Patti). Прославился своими трактатами, самые известные из которых «Viridarium concionatorum» и «La via sicura al cielo», был апостольским посетителем в 1596 году на выборах папы Юлия III. Был провозглашён досточтимым и похоронен в церкви Сан-Франческо-а-Рипа в Риме.
Джованни Форти Натоли, барон Сан-Бартоломео, сын графа Бласко Натоли Ланца, купил замок Сперлинга (Сперлинга, Сицилия) и в 1622 году получил от короля Филиппа IV для себя и своих потомков титул князя Сперлинга (итал. Principe di Sperlinga).
Джованни Натоли Ланца Алифия Руффо, получил от короля Карла III титул герцога д’Архирафи, по имени известной башни, выстроенной в XIV веке южнее городка Рипосто для обороны побережья от берберских пиратов. Рядом с этой башней Джованни Натоли Руффо в 1741 году построил Княжеский дворец Натоли, служивший резиденцией до его смерти.
21 октября 1714 года родился Джованни Натоли, ставший известным учёным и президентом Accademia Peloritana dei Pericolanti в Мессине, главой католического братства, признанного папой и рыцарем Мальтийского ордена.
В 1720 году Франческо Натоли Алифия, руководствуясь лишь интуицией, спас Мессину от чумы, не пустив в порт торговое судно «Гран Сен-Антуан» с заражёнными людьми. Он также командовал городскими войсками Мессина, заслужив награды от Мессинского сената и королевского наместника.
Маркиз Винченцо Натоли начал строительство в центре Палермо дворца Натоли, посвятив его жене, но так и не увидел его законченным, скончавшись в Палермо в 1763 году. Также Винченцо Натоли известен восстановлением древнего монастырского комплекса Санта-Мария-делле-Грацие итал. Santa Maria delle Grazie ордена Святого Бенедикта в Фикарре, построенного в 1575 году и разрушенного во время землетрясения 1739 года.
В 1799 году в Патти родился Луиджи Натоли, ставший богословом и генеральным викарием епархии Патти. В 1858 году по предложению короля Обеих Сицилий Фердинанда II был назначен епископом Кальтаджирона. В 1867 году возглавил архиепархию Мессины. Был участником I Ватиканского собора в 1870 году, на котором решительно отстаивал догмат о непогрешимости папы. Его брат, Сальваторе Натоли, был кавалером ордена Святых Маврикия и Лазаря и мэром Мессины в 1859 году.

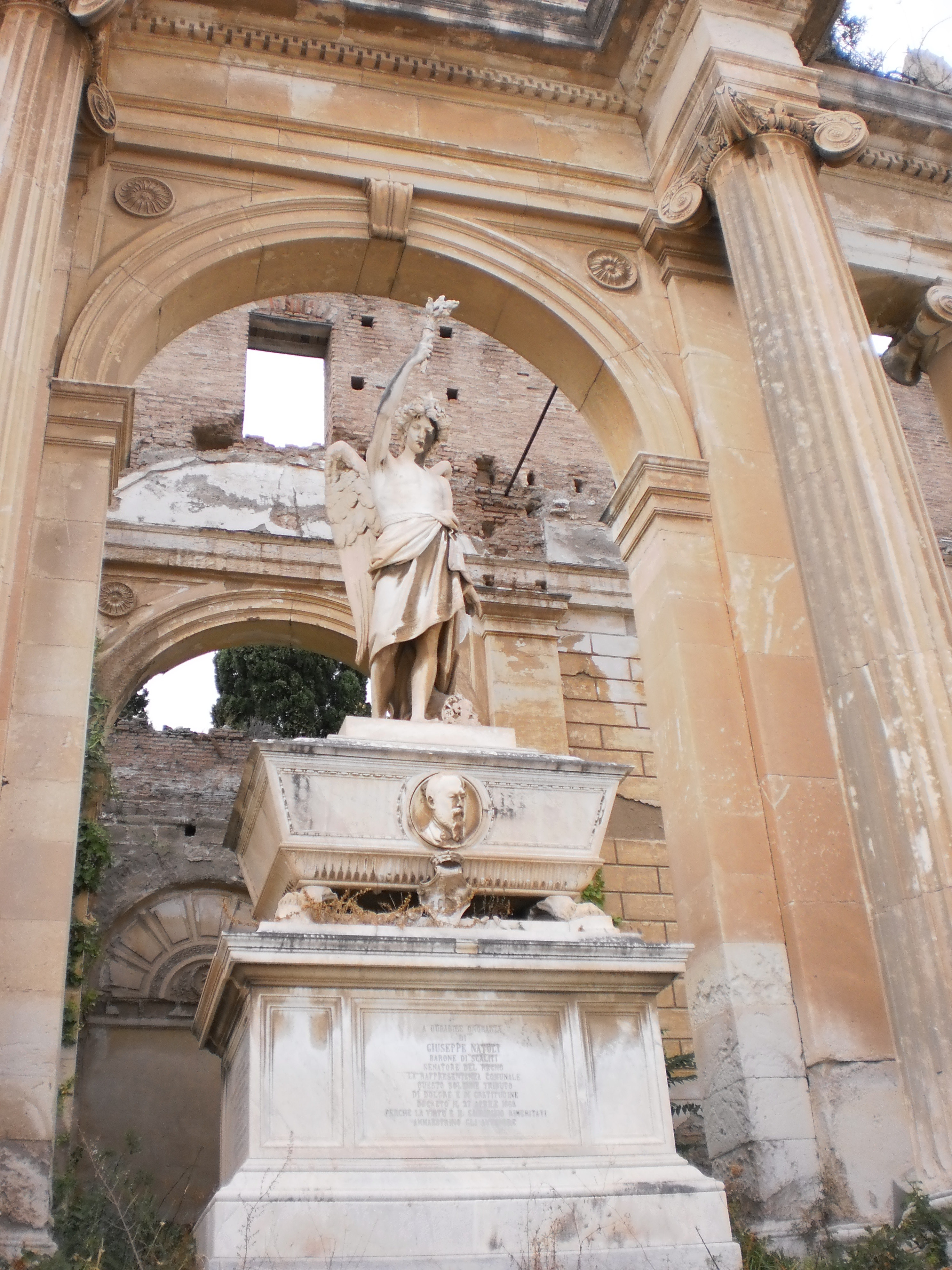
Монумент Джузеппе Натоли работы скульптора Лио Гангери, Мессина, 1867 год

В 1815 году в Мессине родился Джузеппе Натоли, известный юрист и политик-патриот. В 1853 году Джузеппе Натоли принимал участие в создании первого национального банка, также финансировал создание известной итальянской верфи братьев Орландо в Ливорно. В период с 1861 по 1865 годы несколько раз занимал посты в правительстве Италии, был министром внутренних дел, сельского хозяйства, промышленности и ремёсел, образования. Был также мэром Мессины с 1865 по 1867 годы. Его сын, Джакомо Натоли, был известным политиком и благотворителем, трижды занимал пост мэра Мессины (1886—1887, 1893, 1894—1895).

## Герб
Поле голубое, на нём серебряная башня с зубцами гибеллинов и серебряный лев с короной, стоящие на скале посреди бурного моря. Девиз: Tutum signat iter.

## Резиденции
- Дворец Натоли в Палермо
- Замок Сперлинга[итал.]
- Княжеский дворец Натоли в Торре Архирафи[итал.] (Рипосто, Сицилия)
- Замок в городе Патти

## Личности
- Джузеппе Натоли (1815—1867) — юрист, политик и государственный деятель, финансист
- Луиджи Натоли[итал.] (1815—1867) — архиепископ Мессины
- Джакомо Натоли[итал.] (1846—1896) — итальянский политик-патриот и мэр Мессины
- Гуидо Натоли[итал.] (1893—1966) — банкир и помещик, депутат
- Альдо Натоли (1913—2010) — врач и депутат
- Уго Натоли[итал.] (1915—1992) — адвокат
- Сальваторе Натоли[итал.] (1942) — философ
- Джоаккино Натоли[итал.] (1940) — магистрат и правовед
- Пьеро Натоли[итал.] (1947—2001) — актёр и режиссёр
- Карлотта Натоли (1971) — актриса